# Hiéroclès (aurige)
Pour les articles homonymes, voir Hiéroclès.
Hiéroclès (en grec ancien : Ἱεροκλῆς / Hieroklês), né entre la fin du IIe et le début du IIIe siècle en Carie et mort en mars 222 à Rome, est un esclave et amant de l'empereur romain Héliogabale. Connu uniquement par le biais de l'historien Dion Cassius, il profite largement des faveurs impériales et domine l'esprit du jeune empereur, qu'il violente physiquement. Dion prétend qu'Héliogabale l'a même épousé, mais cela est une calomnie pour se moquer du souverain. Après la chute de ce dernier, Hiéroclès est assassiné avec les autres favoris.

## Biographie
Selon Dion Cassius, l'unique source antique parlant de lui, Hiéroclès est un esclave carien et ancien éromène d'un dénommé Gordius. Il avait appris de lui à conduire des chars. Durant les jeux du cirque, Hiéroclès tombe de son char contre le siège d'Héliogabale, immédiatement subjugué par cet homme blond et imberbe. Hiéroclès profite des faveurs impériales pour faire venir à Rome sa mère, elle-même esclave, placée parmi les épouses des consuls. Dion prétend qu'Héliogabale « se fit appeler femme, maîtresse, impératrice » d'Hiéroclès après l'avoir épousé, mais cela est peu crédible : les unions homosexuelles masculines sont un lieu commun littéraire pour se moquer de l'homme ayant le rôle de la « mariée ». Dion avait déjà prétendu des choses similaires au sujet du général Gannys.
Il est peu crédible qu'il ait envisagé de faire de lui son César comme le prétend Dion, mais son ascendance sur l'empereur est importante,. Ce dernier est victime de violences et d'emprise conjugales : Hiéroclès n'hésite pas à violenter verbalement et physiquement Héliogabale, après qu'il s’est laissé volontairement surprendre en train de le tromper. Le jeune homme reste profondément amoureux et se promène publiquement avec les yeux ecchymosés. Cette anecdote permet à Dion de compléter le tableau d'une inversion de l'ordre social sous le règne d'Héliogabale, en présentant un empereur efféminé et soumis comme l'époux d'un esclave masculin et dominateur.
Par ses rabatteurs, Héliogabale entend parler du lutteur smyrniote Aurélius Zoticus, dit « Le Cuisinier », d'après le métier de son père. Athlète réputé pour son immense beauté et la taille de ses organes génitaux, l'empereur fait de lui son cubiculaire sans l'avoir rencontré. Craignant de perdre sa place, Hiéroclès fit porter un breuvage à Zoticus pour le rendre impuissant durant sa première nuit avec Héliogabale, qui le renvoie le lendemain de sa nomination. Il le chasse de Rome puis d'Italie, ce qui lui permettra d'échapper à la révolte populaire contre l'empereur.
Lorsqu'il est obligé de venir au camp des prétoriens le 12 mars 222, Héliogabale réussit à calmer temporairement les soldats en promettant de se débarrasser de tous ses compagnons de débauche. Mais il demande en pleurant de faire exception pour Hiéroclès, qu'il continue d'aimer profondément : « Accordez-moi celui-là seulement, quelque opinion que vous ayez de lui, ou tuez-moi ». Cette conduite aurait définitivement dégoûté Julie Mèse de son petit-fils et Hiéroclès meurt durant l'élimination des favoris d'Héliogabale.